# Thiel-sur-Acolin
Thiel-sur-Acolin – miejscowość i gmina we Francji, w regionie Owernia-Rodan-Alpy, w departamencie Allier.

## Demografia
Według danych na rok 1990 gminę zamieszkiwały 1032 osoby, a gęstość zaludnienia wynosiła 18 osób/km². W styczniu 2015 r. Thiel-sur-Acolin zamieszkiwało 1056 osób, przy gęstości zaludnienia wynoszącej 18,4 osób/km².